# بيلي جيمز بيتيس
بيلي جيمز بيتيز  (بالإنجليزية: Billy James Pettis)‏(1913م - 14 أبريل، 1979م) هو رياضياتي أمريكي، عُرِفَ لمساهماته في التحليلات الدالية.

## وصلات خارجية.
- بيلي جيمز بيتيس في شجرة علماء الرياضيات
- A Guide to the B. J. Pettis Papers, 1938-1980